# Center for the Advanced Study in Behavioral Sciences
El Center for the Advanced Study in Behavioral Sciences (en español, Centro de Estudios Avanzados en Ciencias de la Conducta; CASBS, por sus siglas en inglés) es una institución de investigación Interdisciplinaria de la Universidad de Stanford en California que ofrece residencias postdoctorales para científicos y estudiantes que provengan tanto de los Estados Unidos como de otros países. Sus estudios se especializan en los cinco campos de los estudios sociales y del comportamiento: la antropología, la economía, la ciencia política, la psicología y la sociología.
Cuenta con un campus de 1,820 m² con espacios para acomodar a grupos de investigadores. Cuenta con 54 aulas, salas de reuniones, sala de conferencias, cocina y comedor.

## Historia
El centro se fundó en 1954 por la Fundación Ford. El educador estadounidense Ralph W. Tyler fue su primer director de 1954 a 1966. Los edificios del CASBS fueron diseñados por el arquitecto William Wurster.
En sus inicios la selección de los alumnos era un proceso cerrado, los nuevos estudiantes eran nominados por exalumnos y graduados. En el 2007 se abrió el proceso de selección y en el 2008 se convirtió oficialmente en parte de la Universidad de Stanford y rinde informes al decano de investigación de dicha universidad.
El centro es uno de los ocho miembros de Some Institutes for Advanced Study (SIAS).

## Alumnado
Cada clase de se compone aproximadamente de 40 personas. En los primeros 40 años de su existencia se han apoyado aproximadamente a 2,000 científicos y becarios.